# Hermann Adolf
Hermann Adolf (Paks, 1837. február 5. – Budapest, 1874. január 5.) magyar orvos, sebész, egyetemi tanár, a MTA tagja.

## Élete
Apja Hermann Mihály kiskereskedő volt. Szegény, sokgyermekes ortodox vallású zsidó családból származott, szülei könyvnyomdásznak szánták. A szülővárosában megkezdett tanulmányait a családja költözése miatt a fővárosban folytatta. A pesti piarista gimnáziumban tanult, s 1854-ben magánúton tett érettségi vizsgát. 1854 és 1860 között között orvosi tanulmányait a pesti és a bécsi egyetemen hallgatta. 1859-ben Bécsben orvostudori oklevelet, majd egy évvel később sebész- és szülészmesteri képesítést szerzett. 1869-ben a pesti tudományegyetemen a gége- és mellbetegségek tárgykörben magántanári képesítést szerzett. 1860-61-ben a bécsi közkórház segédorvosa volt, majd visszatért Pestre, ahol a következő öt évben a Pesti Kórodában Balassa János sebész tanársegédje lett. 1866-tól a pesti, – az 1873-as városegyesítés után – budapesti izraelita kórház első orvosa volt. 1869 és 1874 között a pesti tudományegyetemen magántanárként működött.
Mellkas- és gégesebészettel foglalkozott. Magyarországon ő alkalmazta először a gyógyszerek bőr alá fecskendezésének módszerét, valamint írásaiban fontos szerepet vállalt a gégetükrözés eljárásának magyarországi meghonosításában. A kolerának különböző kuruzslásokkal, ráolvasásokkal való hatástalan „gyógyítása” miatt élete utolsó éveiben érdeklődése a kor e pusztító járványa felé fordult. Dolgozataiban határozottan fellépett az 1860-as és 1870-es évek divatos kuruzslóinak tudománytalan és súlyos, életveszélyekkel járó eljárásai ellen. Különösen nagy vihart kavart a kuruzslónő Regina Dal Cin asszony nyilvános leleplezése és megszégyenítése. Cikkekei megjelentek bécsi és budapesti szaklapokban.

## Magánélete
Felesége Kohn Regina volt, Kohn Jakab lánya, akivel 1862. szeptember 14-én Pesten kötött házasságot.

## Főbb művei
- A gégetükrészet, különös tekintettel az orvosi gyakorlatra. Monográfia. Egy fametszettel és kőre vésett táblákkal. Aranyozott gerincű félbőrkötésben. (Pest, 1866)
- Zur hypodermatischen Injection. (Medizinischen Wochenschrift, 1866 és külön: Bécs, 1866)
- Klinische Beiträge zur Erkenntniss und Behandlung schwerer Krankheitsfälle. (Bécs, 1868)
- A gégehabarcsok és ezeknek műtéti módjairól. (Magyar orvosok és természettudósok munkálatai, 1868)
- Frau Dal Cin und ihr Berichterstatter dr. v. Heinrich in Ofen. Eine kritische Besprechung. (Allgemeiner Wiener Medizinischen Zeitung, 1871 és külön: Bécs, 1871)
- Die Diagnose der Cholera. Eine Studie. (Allgemeiner Wiener Medizinischen Zeitung, 1873 és külön: Bécs, 1873).